# Torre dei Gualandi
Torre dei Gualandi (også kendt som Torre della Muda) er et tidligere tårn i Pisa i Toscana i det centrale Italien. Det er i dag inkluderet i Palazzo dell'Orologio.
Det er placeret i den nordlige ende af Piazza dei Cavalieri. Tårnet lå i den østlige del af den nuværende bygning.
Gualandi var navnet på den familie, der ejede tårnet i 1300-tallet.
Ugolino della Gherardesca, hans sønner og børnebørn blev muret inde i tårnet og sultede ihjel i 1200-tallet. Dante skrev om Gherardesca i Den guddommelige Komedie.